# Boxberg/Oberlausitz
Boxberg/Oberlausitz, in alto sorabo Hamor, è un comune della Sassonia, in Germania.
Appartiene al circondario (Landkreis) di Görlitz (targa GR).

## Geografia antropica

### Suddivisioni amministrative
Il territorio comunale si divide in 18 zone (Ortsteil):
- Bärwalde (Bjerwałd)
- Boxberg (Hamor)
- Drehna (Tranje)
- Dürrbach (Dyrbach)
- Jahmen (Jamno)
- Kaschel (Košla)
- Klein-Oelsa (Wolešnica)
- Klein-Radisch (Radšowk)
- Klitten (Klětno)
- Kringelsdorf (Krynhelecy)
- Mönau (Manjow)
- Nochten (Wochozy)
- Rauden (Rudej)
- Reichwalde (Rychwałd)
- Sprey (Sprjowje)
- Tauer (Turjo)
- Uhyst (Delni Wujězd)
- Zimpel (Cympl)